# Schwenninger Betriebskrankenkasse
Die Schwenninger Betriebskrankenkasse (Schwenninger BKK; weitere Kurzbezeichnungen: Die Schwenninger, Schwenninger Krankenkasse und Die Schwenninger Krankenkasse) war eine deutsche Krankenkasse mit Sitz in Villingen-Schwenningen. Als Träger der gesetzlichen Krankenversicherung war die Betriebskrankenkasse eine Körperschaft des öffentlichen Rechts. Zum 1. Januar 2021 fusionierte die Krankenkasse mit der Atlas BKK Ahlmann zur neuen Krankenkasse Vivida BKK.

## Geschichte
Am 17. Juni 1896 wurde die Betriebskrankenkasse der Kienzle Uhrenfabrik gegründet. Daraus ging 1996 die Schwenninger BKK hervor. Am 1. Januar 1997 fusionierte sie mit der BKK J. Schlenker-Grusen, zum 1. Januar 2009 mit der BKK BVM und zum 1. Januar 2010 mit der BKK Ost-Hessen. Ab 1. März 2011 trat die Schwenninger Betriebskrankenkasse unter ihrer Kurzbezeichnung Die Schwenninger Krankenkasse als Marke am Markt auf. Zum 1. Januar 2021 ging sie zusammen mit der Atlas BKK Ahlmann in der neuen Krankenkasse Vivida BKK auf.
Im November 2007 gründete die Schwenninger BKK zusammen mit 13 weiteren Betriebskrankenkassen das Dienstleistungsunternehmen GWQ ServicePlus AG in Berlin, das im April 2008 seine operative Tätigkeit im Bereich des Einkaufs-, Versorgungs-, Finanz- und Informationsmanagements aufnahm. Als erste Krankenkasse hat die Schwenninger BKK im Februar 2013 eine Stiftung gegründet. Unter dem Namen Die Gesundarbeiter – Zukunftsverantwortung Gesundheit fördert die Stiftung Projekte im Bereich Prävention und Gesundheitsvorsorge, schwerpunktmäßig für Kinder und Jugendliche. Die Stiftung wird von der Vivida BKK fortgeführt, die auch Aktionär bei der GWQ ServicePlus AG wurde.